# Дарвін Нуньєс
Да́рвін Ну́ньєс (ісп. Darwin Núñez, нар. 24 червня 1999, Артигас, Уругвай) — уругвайський футболіст, нападник саудівського клубу «Аль-Гіляль» та національної збірної Уругваю.

## Клубна кар'єра
Народився 24 червня 1999 року в місті Артигас. Вихованець футбольної школи клубу «Пеньяроль». 22 листопада 2017 року в матчі проти «Рівер Плейта» він дебютував за першу команду у уругвайській Прімері. Цей матч виявився для гравця єдиним у тому сезоні, який команда закінчила чемпіоном. Наступного сезону Нуньєс став частіше виходити на поле, вигравши 2018 року з командою ще один титул чемпіона, а також здобувши перший розіграш Суперкубка Уругваю.
27 серпня 2019 року Нуньєс перейшов за 6 млн. євро в іспанську «Альмерію», підписавши контракт на 5 років. 3 жовтня в матчі проти хіхонського «Спортінга» він дебютував у Сегунді. 27 жовтня в поєдинку проти «Естремадури» Дарвін забив свій перший гол за «Альмерію». Загалом за сезон він забив 16 голів у чемпіонаті, ставши найкращим бомбардиром команди та четвертим найкращим бомбардиром турніру.
4 вересня 2020 року Нуньєс перейшов у «Бенфіку», підписавши п'ятирічний контракт. Португальці заплатили за гравця 24 мільйони євро, що стало найдорожчим трансфером в історії вищого португальського дивізіону. Крім того, цей трансфер став найдорожчим продажем в історії «Альмерії» та іспанської Сегунди загалом. Відіграв за лісабонський клуб 57 матчів в національному чемпіонаті, забивши 32 голи.
З 2022 по 2025 роки Нуньєс захищав кольори англійського клубу «Ліверпуль».
9 серпня 2025 року підписав контракт з саудівським клубом «Аль-Гіляль».

## Виступи за збірні
Протягом 2018—2019 років залучався до складу молодіжної збірної Уругваю. У її складі в 2019 році спочатку взяв участь у молодіжному чемпіонаті Південної Америки в Чилі, зігравши у шести матчах і допомігши своїй команді здобути бронзові нагороди. Цей результат дозволив команді того ж року взяти участь і у молодіжному чемпіонаті світу в Польщі. Там Дарвін зіграв у всіх чотирьох матчах, а в іграх групового етапу проти Норвегії (3:1) та Нової Зеландії (2:0) забив по голу, а команда вилетіла на стадії 1/8 фіналу. Всього на молодіжному рівні зіграв у 14 офіційних матчах, забив 4 голи.
Того ж 2019 року у складі олімпійської збірної Уругваю Нуньєс взяв участь у Панамериканських іграх в Перу. На турнірі він зіграв у чотирьох з п'яти матчах і в грі групового етапу проти Перу (2:0) забив гол, посівши з командою підсумкове 4 місце.
15 жовтня 2019 року дебютував в офіційних іграх у складі національної збірної Уругваю в товариському матчі проти збірної Перу, вийшовши на поле замість Браяна Лосано на 75-й хвилині гри, і вже за 5 хвилин забив свій перший гол за національну команду, який приніс його команді нічию 1:1.
| Дата       | Місто        | Господарі | Результат | Гості     | Турнір            | Голи | Примітки |
| ---------- | ------------ | --------- | --------- | --------- | ----------------- | ---- | -------- |
| 15-10-2019 | Ліма         | Перу      | 1 – 1     | Уругвай   | товариський матч  | 1    | 75'      |
| 13-10-2020 | Кіто         | Еквадор   | 4 – 2     | Уругвай   | Відбір до ЧС 2022 | -    | 46'      |
| 13-11-2020 | Барранкілья  | Колумбія  | 0 – 3     | Уругвай   | Відбір до ЧС 2022 | 1    | 46'      |
| 17-11-2020 | Монтевідео   | Уругвай   | 0 – 2     | Бразилія  | Відбір до ЧС 2022 | -    |          |
| 07-10-2021 | Монтевідео   | Уругвай   | 0 – 0     | Колумбія  | Відбір до ЧС 2022 | -    | 46'      |
| 10-10-2021 | Буенос-Айрес | Аргентина | 3 – 0     | Уругвай   | Відбір до ЧС 2022 | -    | 46'      |
| 27-01-2022 | Асунсьйон    | Парагвай  | 0 – 1     | Уругвай   | Відбір до ЧС 2022 | -    | 70'      |
| 01-02-2022 | Монтевідео   | Уругвай   | 4 – 1     | Венесуела | Відбір до ЧС 2022 | -    | 67'      |
| 24-03-2022 | Монтевідео   | Уругвай   | 1 – 0     | Перу      | Відбір до ЧС 2022 | -    | 72'      |
| 02-06-2022 | Глендейл     | Мексика   | 0 – 3     | Уругвай   | товариський матч  | -    | 73'      |
| 05-06-2022 | Канзас-Сіті  | США       | 0 – 0     | Уругвай   | товариський матч  | -    |          |
| Усього     |              | Матчів    | 11        |           | Голів             | 2    |          |

## Титули і досягнення

### Командні
- Чемпіон Уругваю (2):

«Пеньяроль»: 2017, 2018
- Володар Суперкубка Уругваю (1):

«Пеньяроль»: 2018
- Володар Суперкубка Англії (1):

«Ліверпуль»: 2022
- Володар Кубка Футбольної ліги (1):

«Ліверпуль»: 2023-24
- Чемпіон Англії (1):

«Ліверпуль»: 2024-25
Збірна Уругваю
- Бронзовий призер Кубка Америки: 2024[18]

### Особисті
- Найкращий бомбардир чемпіонату Португалії:

2022 — 26 голів